# Соловьёв, Константин Николаевич
Константин Николаевич Соловьёв (30 марта 1933, Ленинград — 17 мая 2023, Минск) — советский и белорусский физик. Член-корреспондент Национальной академии наук Беларуси (1994), доктор физико-математических наук (1970), профессор (1976).

## Биография
Соловьёв родился 30 марта 1933 года в Ленинграде. В 1956 году окончил Белорусский государственный университет (БГУ) и поступил в аспирантуру Института физики АН БССР. С 1959 года работал в Институте физики, с 1972 года заведовал Лабораторией люминесценции (в 1992—2007 годах — в составе Института молекулярной и атомной физики НАН Беларуси). Одновременно читал лекции в БГУ по атомной и молекулярной спектроскопии, люминесценции органических молекул и квантовой химии. С 2007 года являлся главным научным сотрудником Института физики НАН Беларуси.
Соловьёв на протяжении ряда лет являлся членом экспертного совета Высшей аттестационной комиссии Республики Беларусь по физике. Среди его учеников 5 докторов и 23 кандидата наук.

## Научная деятельность
Научные работы Соловьева посвящены вопросам спектроскопии и люминесценции, в особенности применительно к макроциклическим тетрапиррольным соединениям и их комплексами с металлами. На основе экспериментальных исследований и теоретико-группового подхода выдвинул общую трактовку электронно-колебательных спектров порфиринов и металлопорфиринов, в том числе таких биологически важных соединений как хлорофилл и гем. Детально исследовал спектроскопические проявления электронно-колебательного и спин-орбитального взаимодействий в хлорофиллоподобных молекулах, влияние внутримолекулярного переноса энергии и заряда, димеризации, модификации и расширения сопряжённой системы, влияние тяжелых и парамагнитных атомов. Широкое признание получили результаты изучения процессов низкотемпературной фототаутомеризации порфиринов в твердотельных матрицах, приведшее к развитию спектроскопии выжигания спектральных провалов. Ряд работ посвящён созданию и исследованию новых наноструктурированных материалов, содержащих молекулы тетрапирролов и перспективных для различных применений. В последние годы занимался фотофизикой новых аналогов хлорофилла — порфиразинов, гидропорфиразинов, субфталоцианинов.

## Награды
- Государственная премия БССР (1980, совместно с Г. П. Гуриновичем) — за цикл работ «Фотоника биологически важных пигментов и их аналогов».
- Государственная премия СССР (1986) — за цикл работ «Фотовыжигание стабильных спектральных провалов и селективная спектроскопия сложных молекул» (1972—1984).

## Публикации
Соловьёв является автором 14 изобретений и более 340 научных работ, среди которых:
Монографии
- Гуринович Г.П., Севченко А.Н., Соловьев К.Н. Спектроскопия хлорофилла и родственных соединений. — Минск: Наука и техника, 1968. Английский перевод: Spectroscopy of Chlorophyll and Related Compounds. — US Atomic Energy Commission, 1971.
- Гладков Л.Л., Соловьев К.Н., Старухин А.С., Шкирман С.Ф. Спектроскопия порфиринов: Колебательные состояния . — Минск: Наука и техника, 1985.
- Кузьмицкий В.А., Соловьев К.Н., Цвирко М.П. Порфирины: спектроскопия, электрохимия, применение . — М., 1987.

Статьи
- Севченко А.Н., Гуринович Г.П., Соловьев К.Н. Спектроскопия порфиринов // УФН. — 1963. — Т. 79, № 2. — С. 173-234. — doi:10.3367/UFNr.0079.196302a.0173.
- Gradyushko A.T., Sevchenko A.N., Solovyov K.N., Tsvirko M.P. Energetics of photophysical processes in chlorophyll‐like molecules // Photochemistry and Photobiology. — 1970. — Vol. 11, № 6. — P. 387-400. — doi:10.1111/j.1751-1097.1970.tb06011.x.
- Solovyov K.N., Gladkov L.L., Gradyushko A.T., Ksenofontova N.M., Shulga A.M., Starukhin A.S. Resonance Raman spectra of deuterated metalloporphins // Journal of Molecular Structure. — 1978. — Vol. 45, № C. — P. 267-305. — doi:10.1016/0022-2860(78)87072-0.
- Gladkov L.L., Gradyushko A.T., Shulga A.M., Solovyov K.N., Starukhin A.S. Experimental and theoretical investigation of infrared spectra of porphin, its deuterated derivatives and their metal complexes. — 1978. — Vol. 47, № C. — P. 463-493. — doi:10.1016/0022-2860(78)87214-7.
- Tsvirko M.P., Stelmakh G.F., Pyatosin V.E., Solovyov K.N., Kachura T.F. Fluorescence from upper ππ* electronic states of lanthanide-porphyrin complexes // Chemical Physics Letters. — 1980. — Vol. 73, № 1. — P. 80-83. — doi:10.1016/0009-2614(80)85207-9.
- Dvornikov S.S., Knyukshto V.N., Kuzmitsky V.A., Shulga A.M., Solovyov K.N. Spectral-luminescent and quantum-chemical study of azaporphyrin molecules // Journal of Luminescence. — 1981. — Vol. 23, № 3-4. — P. 373-392. — doi:10.1016/0022-2313(81)90141-1.
- Knyukshto V.N., Solovyov K.N., Egorova G.D. Luminescence and structure of the protonated forms of meso-tetraarylporphyrins in solution // Biospectroscopy. — 1998. — Vol. 4, № 2. — P. 121-133. — doi:10.1002/(sici)1520-6343(1998)4:2<121::aid-bspy5>3.0.co;2-8.
- Соловьев К.Н. и др. Квантово-химические расчеты электронной структуры и спектроскопических свойств тетрапиррольных молекулярных систем // Спектроскопия и люминесценция молекулярных систем. — Минск, 2002.
- Соловьев К.Н., Борисевич Е.А. Внутримолекулярный эффект тяжелого атома в фотофизике органических молекул // УФН. — 2005. — Т. 175, № 3. — С. 247-270. — doi:10.3367/UFNr.0175.200503b.0247.